# Chiesa di San Marino (Bentivoglio)
La chiesa di San Marino è la parrocchiale a San Marino, frazione di Bentivoglio nella città metropolitana di Bologna. Appartiene al vicariato di Galliera dell'arcidiocesi di Bologna e la sua storia come parrocchia inizia nel X secolo mentre per l'edificio recente occorre arrivare al XIV.

## Storia

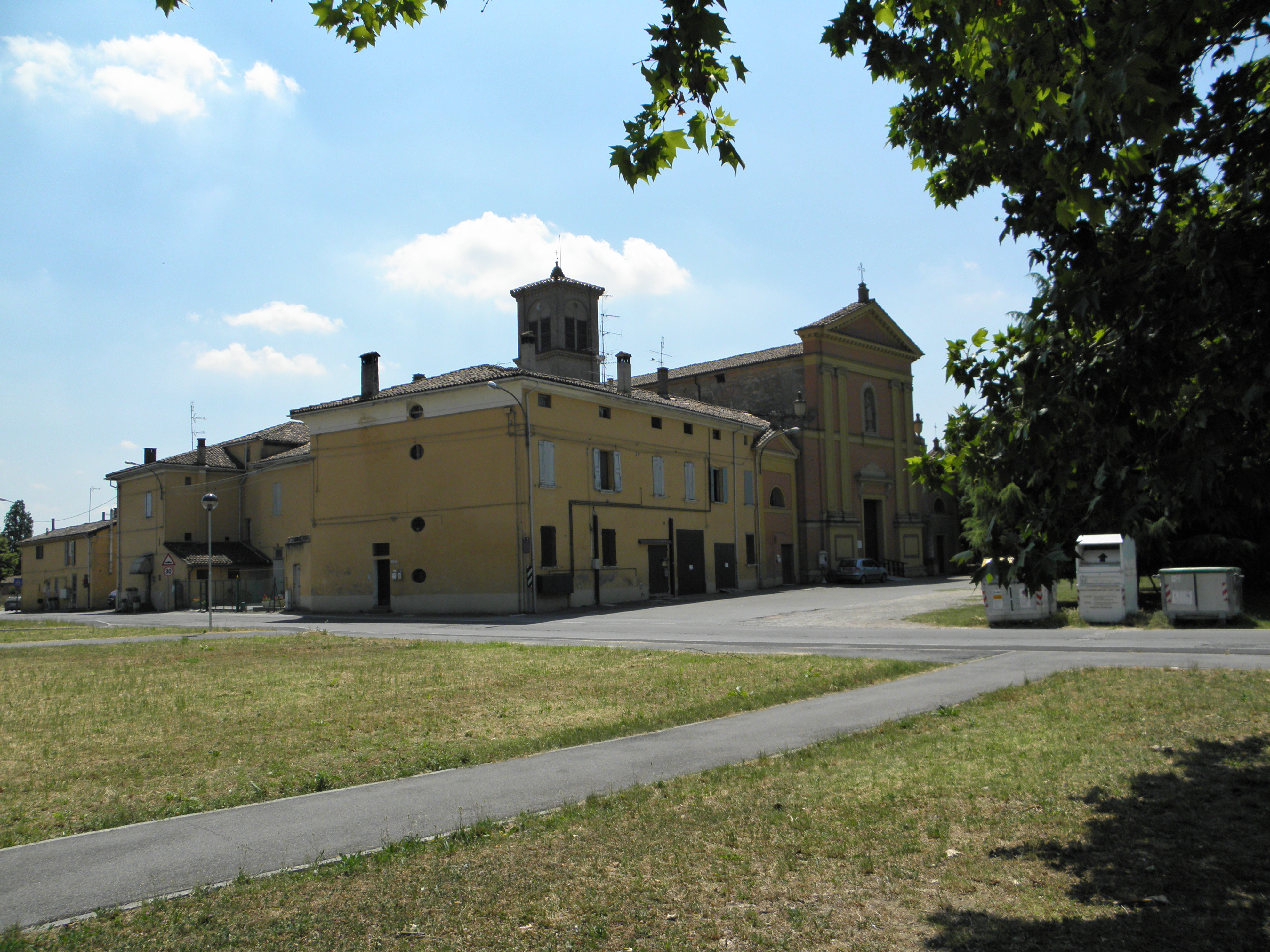
Complesso della chiesa di San Marino, a San Marino di Bentivoglio.

A San Marino sicuramente attorno al X secolo esisteva un'antica pieve, a testimonianza dell'importanza del luogo, ma di tale edificio sono scomparse le tracce.
Nel XIV secolo il luogo di culto era presente, perché accanto ad esso fu edificato un oratorio, 
e circa due secoli più tardi venne eretta la torre campanaria. Durante le visite pastorali che si svolsero poco dopo la metà del XVI secolo la chiesa venne descritta come ancora mancante della pavimentazione interna ma di grandi dimensioni. La descrizione che si ricava dalle visite del 1589 e del 1609 è quella di un tempio modesto.
A partire dalla metà del XVIII secolo si ritenne necessaria l'edificazione di un luogo di culto di maggiore ampiezza e i relativi lavori proseguirono, anche con l'arricchimento delle decorazioni, per circa un secolo.
Nel primo decennio del XX secolo fu oggetto di un'importante ristrutturazione che comportò il rifacimento della pavimentazione della sala. In tale occasione fu ristrutturato anche l'antico ed originale edificio del battistero. A partire dagli anni cinquanta iniziò un ulteriore ciclo di restauri culminati con la revisione statica della torre campanaria che era stata lesionata.

## Descrizione

### Esterno
Il complesso del luogo di culto è formato dalla chiesa e dalla canonica settecentesche, dalla torre campanaria seicentesca, dall'oratorio quattrocentesco e da una casa del novecento.
La facciata a capanna in stile neoclassico è caratterizzata da lesene doriche accoppiate che racchiudono all'interno il portale architravato e la nicchia con la statua del santo titolare vestito in abito diaconale. In alto è posto il frontone triangolare. La robusta torre campanaria è all'interno del complesso, alla sinistra della chiesa ed in posizione arretrata. In prossimità dell'ingresso si erge una colonna sorreggente un'antica croce in bassorilievo, reperti considerati testimoni dell'antica fondazione della Pieve, ma trattasi forse di una croce stazionaria di epoca romanica.

### Interno
La navata interna è unica e suddivisa in tre campate. La sala è pavimentata con marmi bianchi e rossi e sulla parte destra si aprono i passaggi per il battistero e la sagrestia. La zona presbiteriale è leggermente rialzata. La pala d'altare del XVIII secolo raffigura un'iconografia alquanto rara tratta dalla "Vita Sancti Marini" sul fallito attentato, perpetrato da Verissimo, alla vita del Santo mentre questo era intento a pregare sul Monte Titano.